# Référendum luxembourgeois de 1919
Le référendum luxembourgeois de 1919 se tient le 28 septembre 1919. Le peuple luxembourgeois est convoqué pour se prononcer sur la question de savoir s'il désire le maintien de la souveraine, sur la responsabilité de la dynastie régnante, sur le maintien du régime monarchique sous une dynastie nouvelle ou l'introduction du régime républicain ; sur la question de savoir s'il désire entrer dans une union économique soit avec la France, soit avec la Belgique.

## Contexte
La date du 28 septembre 1919 est fort éloignée de l'origine de la consultation. En effet, l'armistice entre les belligérants est signée le 11 novembre 1918. C'est le début d'une période extrêmement difficile pour le Luxembourg dont l'existence politique et économique est en jeu. Les puissances victorieuses hésitent sur le statut du grand-duché, considéré comme un État sous l'influence de l'Allemagne pendant la guerre. La dénonciation de l'union douanière avec l'Allemagne le 18 décembre 1918 fragilise l'économie du pays. Le pays lui-même est en ébullition et profondément divisé sur la monarchie, mais surtout sur le maintien de la grande-duchesse Marie-Adélaïde à la tête de l'État.
Dès le 13 novembre 1918, sur proposition du gouvernement d'union nationale présidé par Emile Reuter (Parti de la droite) et en accord avec la grande-duchesse, la majorité de la Chambre décide de soumettre à un référendum la question de la forme de l'État, et fait explicitement référence au principe wilsonien du droit des peuples à l'autodétermination, car au-delà de la monarchie il s'agit de l'indépendance du pays. Mais c'est sans compter sur les puissances et les difficiles négociations pour un traité de paix. La question de l'indépendance du grand-duché et de l'union économique traîne une bonne partie de l'année 1919.
Le 9 janvier 1919 un comité de salut public tente d'instaurer la république à Luxembourg. Le 10 janvier, le gouvernement fait savoir, en accord avec la grande-duchesse, que celle-ci est prête à se démettre et qu'une consultation populaire aurait lieu sur le sort du pays.
Le 14 janvier, la majorité de la Chambre — essentiellement le Parti de la droite et le Parti populaire — accepte l'abdication de Marie-Adélaïde et son remplacement par sa sœur Charlotte.
Deux lois sont votées à la Chambre pour organiser le référendum : le 18 mars 1919 sur la forme de l'État et le 4 juin sur l'orientation économique. Si ces consultations n'ont lieu finalement que le 28 septembre suivant, c'est en raison des tergiversations de la France sur le sort du Luxembourg et les velléités annexionnistes de la Belgique.

## Campagne référendaire
Le corps électoral englobe pour la première fois tous les Luxembourgeois à partir de 21 ans, puisque le suffrage universel a été introduit par la révision constitutionnelle du 15 mai 1919. De 34 171 électeurs en 1913 ce nombre augmente à 126 194 en 1919. En fait, il est difficile de parler de campagne spécifique pour les référendums puisqu'elle est permanente depuis les derniers mois de la guerre. Les élections pour la Constituante ont eu lieu le 28 juillet et le 4 août 1918 et ont bouleversé le paysage politique, en renforçant considérablement la droite et les socialistes et en laminant les libéraux. Entre l'annonce du référendum le 18 novembre 1918 et la date effective du 28 septembre 1919, le pays affronte sans cesse les questions fondamentales de son existence. Les partis sont profondément divisés, et le pays de même. La date du référendum n'est fixée que le 13 septembre. Le 18 septembre 1919 seulement, le « Luxemburger Wort » demande aux électeurs de se préparer à voter le 28 septembre.
Le dimanche 27 avril 1919 a lieu une manifestation patriotique dans la capitale, avec cortège dans les rues de la ville et discours au Glacis. À l'origine se trouvent une trentaine de députés surtout du Parti de la droite et un comité de personnalités de tout bord. De nombreuses associations comme par exemple la Fédération des associations agricoles, commerciales et industrielles, la Ligue française, la National Unioun, la Fédération nationale des cheminots appellent leurs membres à descendre dans la rue. Outre le « Luxemburger Wort » le « Escher Tageblatt » prend fait et cause pour cette manifestation qui entend montrer aux puissances que le peuple luxembourgeois lutte contre la violation de son droit à l'autodétermination. L'objectif est de « ratisser très large » au-delà des clivages politiques. Selon les organisateurs, la manifestation mobilise 25 000 Luxembourgeois venus de tout le pays (certains parlent de 15 000, d'autres de 5 000 voire de 3 000) pour exiger que les puissances donnent le feu vert pour la tenue du référendum. Le Parti socialiste et une partie des libéraux pro-belges de même que le journal libéral « Luxemburger Zeitung » font défaut dans cette tentative d'union nationale à la base.
Le débat central porta sur la forme de l'État. Le Parti catholique se concentre sur la question de la monarchie, pour lui garante de l'indépendance d'un pays profondément attaché à sa souveraine catholique. Il cible particulièrement l'électorat féminin. La page de la femme du « Luxemburger Wort » du 26 septembre 1919 lance un appel aux femmes et « aux jeunes filles majeures » luxembourgeoises :
« Wenn Ihr katholisch seid und Euer Vaterland liebt, müsst Ihr vollzählig am nächsten Sonntag mitstimmen. Tätet Ihr es nicht, so würdet Ihr schwerste Verantwortung auf Euch laden. »
— Luxemburger Wort.
        
« Si vous êtes catholique et que vous aimez votre pays, vous devriez voter dimanche prochain. Si vous ne le faites pas, vous serez accablés du fardeau d'une lourde responsabilité. »
L'enjeu du référendum économique apparaît moins clairement et provoque moins de controverses. Il ne faut pas oublier qu'il y a eu dès 1919 des pourparlers entre Belges et Luxembourgeois sur un partenariat économique. Du côté belge, le rapprochement économique est brouillé par les excès des annexionnistes. Au Luxembourg, une commission a essayé de comparer les effets d'une union économique avec la France et ceux d'une union avec la Belgique. Les conclusions sont en faveur de la France. Le Gouvernement penche également pour l'union avec la France avec l'arrière-pensée que la France ne pourrait pas éviter de tenir compte des désirs de la Belgique et qu'on aboutirait ainsi à une union tripartite.
La gauche s'engage pour la république contre la monarchie qu'elle considère comme l'alliée d'une droite de plus en plus puissante. La France victorieuse est la référence politique et économique essentielle pour une bonne partie de la gauche tandis que la Belgique est choisie avant tout par certains libéraux et des groupements économiques, comme par exemple les vignerons de la Moselle. Mais la campagne révèle qu'en dehors des arguments rationnels, il y a eu pas mal de clichés sur les voisins. Ainsi, le « Escher Tageblatt » du 25 septembre 1919 juge que l'avenir de « nos enfants » serait mieux assuré par la France que par la Belgique ; celle-ci serait « un État nain surpeuplé avec sa colonie malsaine du Congo et avec ses luttes linguistiques entre Wallons et Flamands » tandis que la France serait « un grand pays peu peuplé » avec « son magnifique empire colonial » dont l'avenir est assuré et sa puissance internationale.

## Questions posées

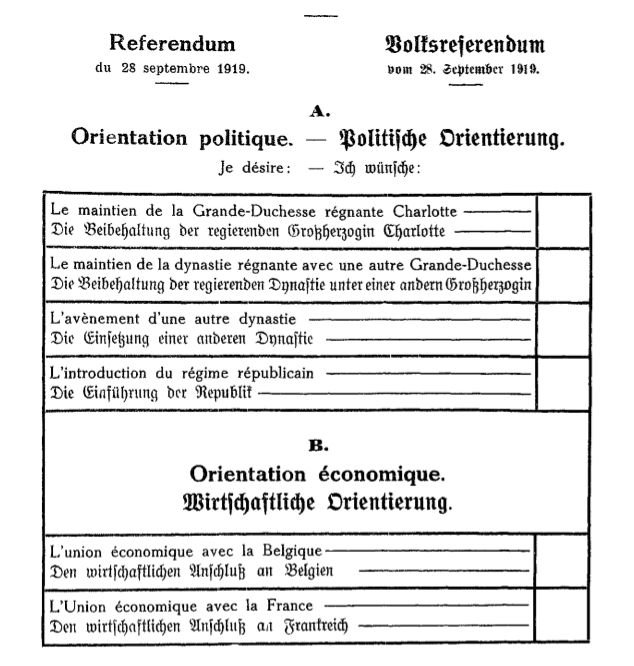
Bulletin de vote utilisé

Les deux référendums de 1919 posent en tout six questions, soit quatre pour l'orientation politique et deux pour l'orientation économique. Sur un seul bulletin de vote, divisé en {\displaystyle A} et {\displaystyle B}, l'électeur ne peut cocher qu'une seule case dans chaque partie.
Pour la forme de l'État, le citoyen peut « désirer » le maintien de la grande-duchesse Charlotte, le maintien de la dynastie régnante avec une autre grande-duchesse, l'avènement d'une autre dynastie ou l'avènement du régime républicain.
Ces questions se répercutent sur les débats politiques de l'époque, surtout en matière de monarchie. Celle sur « une autre grande-duchesse » est destinée à clarifier le soutien dont dispose encore Marie-Adélaïde dans l'opinion publique. Le sort de cette jeune femme a ému surtout le monde féminin de sorte que les promoteurs de Charlotte craignent même que cette sympathie peut faire diversion au soutien pour Charlotte.
La question sur une « autre dynastie » cible les défenseurs d'une solution belge dans laquelle le roi Albert Ier aurait été grand-duc de Luxembourg
Quant à la partie sur l'union économique, elle se limite au choix entre la France et la Belgique.

## Résultats
| Taux de participation (72,10 %) |  |  | Taux d'abstention (27,90 %) |
| ▲                               |  |  |                             |
| Majorité absolue                |  |  |                             |

### Orientation politique
| Choix                                                           | Votes   | %     |
| --------------------------------------------------------------- | ------- | ----- |
| Maintien de la souveraine                                       | 66 811  | 77,80 |
| Introduction du régime républicain                              | 16 885  | 19,66 |
| Maintien de la dynastie régnante avec une autre grande-duchesse | 1 286   | 1,50  |
| Maintien du régime monarchique sous une dynastie nouvelle       | 889     | 1,04  |
|                                                                 |         |       |
| Votes valides                                                   | 85 871  | 94,38 |
| Votes blancs et nuls                                            | 5 113   | 5,62  |
| Total                                                           | 90 984  | 100   |
| Abstention                                                      | 35 209  | 27,90 |
| Inscrits / Participation                                        | 126 193 | 72,10 |

### Orientation économique
| Choix                    | Votes   | %     |
| ------------------------ | ------- | ----- |
| France                   | 60 133  | 73,00 |
| Belgique                 | 22 242  | 27,00 |
|                          |         |       |
| Votes valides            | 82 375  | 90,54 |
| Votes blancs et nuls     | 8 609   | 9,46  |
| Total                    | 90 984  | 100   |
| Abstention               | 35 209  | 27,90 |
| Inscrits / Participation | 126 193 | 72,10 |

| France 60 133 (73,00 %) |  |  | Belgique 22 242 (27,00 %) |
| ▲                       |  |  |                           |
| Majorité absolue        |  |  |                           |